# Coppa delle nazioni del Golfo 2017-2018
La Coppa delle nazioni del Golfo 2017-2018 è stata la 23ª edizione del torneo. Si è svolta in Kuwait dal 22 dicembre 2017 al 5 gennaio 2018, e il trofeo è stato vinto per la seconda volta dall'Oman, che ha battuto gli Emirati Arabi Uniti detentori della competizione.

## Squadre partecipanti
- Kuwait (paese organizzatore)
- Arabia Saudita
- Bahrein
- Oman
- Iraq
- Emirati Arabi Uniti (campione in carica)
- Yemen
- Qatar

## Fase a gironi

### Gruppo A
| Pos. | Squadra             | Pt | G | V | N | P | GF | GS | DR |
| ---- | ------------------- | -- | - | - | - | - | -- | -- | -- |
| 1.   | Oman                | 6  | 3 | 2 | 0 | 1 | 3  | 1  | +2 |
| 2.   | Emirati Arabi Uniti | 5  | 3 | 1 | 2 | 0 | 1  | 0  | +1 |
| 3.   | Arabia Saudita      | 4  | 3 | 1 | 1 | 1 | 2  | 3  | -1 |
| 4.   | Kuwait              | 1  | 3 | 0 | 1 | 2 | 1  | 3  | -2 |

| Arbitro: | Ali Abdulnabi |

|                |           |                             |
| Al Buraiki 60’ | Marcatori | Al-Moasher 13’ Fallatah 52’ |

| Arbitro: | Ali Sabah |

|  |           |                     |
|  | Marcatori | Mabkhout 28’ (rig.) |

| 25 dicembre 2017, ore 17:30 | Emirati Arabi Uniti | 0 – 0 referto | Arabia Saudita | Jaber International Stadium, Kuwait City (47,556 spett.)\| Arbitro: \| Aziz Asimov \| |
| Arbitro:                    | Aziz Asimov         |               |                |                                                                                       |

| Arbitro: | Saoud Al-Athbah |

|  |           |                        |
|  | Marcatori | Al-Mahaijri 58’ (rig.) |

| Arbitro: | Hettikamkanamge Perera |

|  |           |                     |
|  | Marcatori | Al-Ruzaiqi 58’, 77’ |

| 28 dicembre 2017, ore 18:30 | Kuwait    | 0 – 0 referto | Emirati Arabi Uniti | Jaber International Stadium, Kuwait City\| Arbitro: \| Ali Sabah \| |
| Arbitro:                    | Ali Sabah |               |                     |                                                                     |

### Gruppo B
| Pos. | Squadra | Pt | G | V | N | P | GF | GS | DR |
| ---- | ------- | -- | - | - | - | - | -- | -- | -- |
| 1.   | Iraq    | 7  | 3 | 2 | 1 | 0 | 6  | 2  | +4 |
| 2.   | Bahrein | 5  | 3 | 1 | 2 | 0 | 3  | 2  | +1 |
| 3.   | Qatar   | 4  | 3 | 1 | 1 | 1 | 6  | 3  | +3 |
| 4.   | Yemen   | 0  | 3 | 0 | 0 | 3 | 0  | 8  | -8 |

| Arbitro: | Omar Al-Yaquobi |

|                                              |           |  |
| Afif 2’ Al-Mahdi 5’ Almoez Ali 18’ Ró-Ró 84’ | Marcatori |  |

| Arbitro: | Ammar Al-Jeneibi |

|            |           |                  |
| Rashid 79’ | Marcatori | Abdul-Raheem 89’ |

| Arbitro: | Sultan Al-Harbi |

|  |           |                   |
|  | Marcatori | Rashid 39’ (rig.) |

| Arbitro: | Ali Shaban |

|                      |           |                |
| Faez 45+1’ Husni 65’ | Marcatori | Almoez Ali 17’ |

| Arbitro: | Aziz Asimov |

|                        |           |               |
| Al-Haydos 45+5’ (rig.) | Marcatori | Ali Madan 57’ |

| Arbitro: | Ammar Al-Jeneibi |

|                                     |           |  |
| Husni 54’ Faez 64’ (rig.) Kamel 80’ | Marcatori |  |

## Fase finale

### Tabellone
|  | Semifinali                    | Semifinali                    | Semifinali          |                     |            | Finale     | Finale | Finale |  |
|  |                               |                               |                     |                     |            |            |        |        |  |
|  | 1A. Oman                      | 1A. Oman                      | 1                   |                     |            |            |        |        |  |
|  | 1A. Oman                      | 1A. Oman                      | 1                   |                     |            |            |        |        |  |
|  | 2B. Bahrein                   | 2B. Bahrein                   | 0                   |                     |            |            |        |        |  |
|  | 2B. Bahrein                   | 2B. Bahrein                   | 0                   |                     | Oman (dtr) | Oman (dtr) | 0 (5)  |        |  |
|  |                               |                               |                     |                     | Oman (dtr) | Oman (dtr) | 0 (5)  |        |  |
|  |                               |                               | Emirati Arabi Uniti | Emirati Arabi Uniti | 0 (4)      |            |        |        |  |
|  | 1B. Iraq                      | 1B. Iraq                      | Emirati Arabi Uniti | Emirati Arabi Uniti | 0 (4)      | 0 (2)      |        |        |  |
|  | 1B. Iraq                      | 1B. Iraq                      |                     |                     |            |            |        |        |  |
|  | 2A. Emirati Arabi Uniti (dtr) | 2A. Emirati Arabi Uniti (dtr) | 0 (4)               |                     |            |            |        |        |  |

### Semifinali
| Arbitro: | Hettikamkanamge Perera |

|                     |           |  |
| Al Jabar 29’ (aut.) | Marcatori |  |

| Arbitro: | Aziz Asimov |

|                                     |                      |                                      |
| Abdul-Zahra Abdul-Amir Tariq Attwan | Tiri di rigore 2 – 4 | Mabkhout Abdulrahman Esmaeel Barqesh |

### Finale
| Arbitro: | Ali Shaban |

|                                                         |                      |                                                     |
| Al Muqbali Al-Mukhaini Al-Mahaijri Al-Ruzaiqi Al-Khaldi | Tiri di rigore 5 – 4 | Mabkhout Barman Ahmed Ismail Al Menhali Abdulrahman |

## Marcatori
2 gol
- Jamal Rashid
- Ali Fayez
- Ali Hisni
- Said Al-Ruzaiqi
- Almoez Ali

1 gol
- Ali Madan
- Mahdi Kamil
- Mohannad Abdul-Raheem
- Mukhtar Fallatah
- Salman Al-Moasher
- Abdullah Al-Buraiki
- Ahmed Kano
- Akram Afif
- Hassan Al Haidos
- Almahdi Ali Mukhtar
- Ró-Ró
- Ali Mabkhout

Autogol
- Mahdi Abduljbar (pro  Oman)

## Premi
I seguenti premi sono stati assegnati:
| Premio             | Giocatore   |
| ------------------ | ----------- |
| Premio fair-play   | Kuwait      |
| Migliore giocatore | Ahmed Kano  |
| Migliore portiere  | Khalid Eisa |